# Chastelponçac
Chastél Ponçac (en francès Châteauponsac) és un municipi francès situat al departament de l'Alta Viena i a la regió de la Nova Aquitània.

## Demografia
| 1962                                       | 1968  | 1975  | 1982  | 1990  | 1999  | 2007  |
| ------------------------------------------ | ----- | ----- | ----- | ----- | ----- | ----- |
| 2.655                                      | 2.885 | 2.849 | 2.604 | 2.409 | 2.252 | 2.175 |
| Des de 1962: població sense dobles comptes |       |       |       |       |       |       |

## Administració
| Període | Identitat     | Partit |
| ------- | ------------- | ------ |
| 2008-   | Gérard Rumeau | UMP    |

## Agermanaments
- Burgthann